# 三角鞍蛤
三角鞍蛤（学名：Kurtiella triangularis）是帘蛤目沙錢蛤科的物種，舊屬小鼠蛤属，2008年被歸到新建立的小庫特蛤屬（Kurtiella）。其种加词“triangularis ”意为“三角形的”。

## 分佈
本物種發現於非洲西海岸的馬德拉，但在香港的海域亦見其踪影。
栖息在潮间带。